# ウィリアム・ジョリッツ
ウィリアム・フレデリック・“ビル”・ジョリッツ（William Frederick "Bill" Jolitz、1957年2月22日 - 2022年3月2日）は、アメリカ合衆国のソフトウェア工学者である。1989年から1994年にかけて妻のリン・ジョリッツと共同で386BSDを開発したことで知られる。
ジョリッツはカリフォルニア大学バークレー校で計算機科学の学士号を取得した。
386BSDの開発以前には、4.2BSDが動くNSC 16032(NS320xx)CPUを搭載したSymmetric 375を設計し、1987年から1988年にかけて、自身が設立したSymmetric Computer Systemsで販売していた。
夫妻はカリフォルニア州ロスガトスに住んでいた。
ジョリッツは肉腫により2022年3月2日に死去した。ジョリッツの死は、同年4月8日に、The Unix Heritage Society(TUHS)メーリングリストで発表された。